# Grand Prix Itálie 2014
Grand Prix Itálie 2014 (oficiálně Formula 1 Gran Premio d'Italia 2014) se jela na okruhu Autodromo Nazionale Monza v Monze v Itálii dne 7. září 2014. Závod byl třináctým v pořadí v sezóně 2014 šampionátu Formule 1.

## Kvalifikace
| Poř.                       | No. | Jezdec            | Konstruktér             | Časy v kvalifikaci | Časy v kvalifikaci | Časy v kvalifikaci | Pořadí na startu |
| Poř.                       | No. | Jezdec            | Konstruktér             | Q1                 | Q2                 | Q3                 | Pořadí na startu |
| -------------------------- | --- | ----------------- | ----------------------- | ------------------ | ------------------ | ------------------ | ---------------- |
| 1                          | 44  | Lewis Hamilton    | Mercedes                | 1:25.363           | 1:24.560           | 1:24.109           | 1                |
| 2                          | 6   | Nico Rosberg      | Mercedes                | 1:25.493           | 1:24.600           | 1:24.383           | 2                |
| 3                          | 77  | Valtteri Bottas   | Williams–Mercedes       | 1:26.012           | 1:24.858           | 1:24.697           | 3                |
| 4                          | 19  | Felipe Massa      | Williams–Mercedes       | 1:25.528           | 1:25.046           | 1:24.865           | 4                |
| 5                          | 20  | Kevin Magnussen   | McLaren–Mercedes        | 1:26.337           | 1:25.973           | 1:25.314           | 5                |
| 6                          | 22  | Jenson Button     | McLaren–Mercedes        | 1:26.328           | 1:25.630           | 1:25.379           | 6                |
| 7                          | 14  | Fernando Alonso   | Ferrari                 | 1:26.514           | 1:25.525           | 1:25.430           | 7                |
| 8                          | 1   | Sebastian Vettel  | Red Bull Racing–Renault | 1:26.631           | 1:25.769           | 1:25.436           | 8                |
| 9                          | 3   | Daniel Ricciardo  | Red Bull Racing–Renault | 1:26.721           | 1:25.946           | 1:25.709           | 9                |
| 10                         | 11  | Sergio Pérez      | Force India-Mercedes    | 1:26.569           | 1:25.863           | 1:25.944           | 10               |
| 11                         | 26  | Daniil Kvjat      | Toro Rosso-Renault      | 1:26.261           | 1:26.070           |                    | 21               |
| 12                         | 7   | Kimi Räikkönen    | Ferrari                 | 1:26.689           | 1:26.110           |                    | 11               |
| 13                         | 25  | Jean-Éric Vergne  | Toro Rosso-Renault      | 1:26.140           | 1:26.157           |                    | 12               |
| 14                         | 27  | Nico Hülkenberg   | Force India-Mercedes    | 1:26.371           | 1:26.279           |                    | 13               |
| 15                         | 99  | Adrian Sutil      | Sauber-Ferrari          | 1:27.034           | 1:26.588           |                    | 14               |
| 16                         | 21  | Esteban Gutiérrez | Sauber-Ferrari          | 1:26.999           | 1:26.692           |                    | 15               |
| 17                         | 13  | Pastor Maldonado  | Lotus-Renault           | 1:27.520           |                    |                    | 16               |
| 18                         | 8   | Romain Grosjean   | Lotus-Renault           | 1:27.632           |                    |                    | 17               |
| 19                         | 10  | Kamui Kobajaši    | Caterham-Renault        | 1:27.671           |                    |                    | 18               |
| 20                         | 17  | Jules Bianchi     | Marussia-Ferrari        | 1:27.738           |                    |                    | 19               |
| 21                         | 4   | Max Chilton       | Marussia-Ferrari        | 1:28.247           |                    |                    | 20               |
| 22                         | 9   | Marcus Ericsson   | Caterham-Renault        | 1:28.562           |                    |                    | PL               |
| 107% času vítěze: 1:31.338 |     |                   |                         |                    |                    |                    |                  |
| Zdroj:                     |     |                   |                         |                    |                    |                    |                  |

Poznámky
1. ↑  Daniil Kvjat obdržel trest posunu o 10 míst vzad za překročení počtu povolených pohonných jednotek.
2. ↑  Marcus Ericsson musel kvůli porušení žluté vlajky během volného tréninku startovat z boxové uličky.

## Závod
| Poř.   | No. | Jezdec            | Konstruktér             | Počet kol | Čas/Odstoupení | Pořadí na startu | Body |
| ------ | --- | ----------------- | ----------------------- | --------- | -------------- | ---------------- | ---- |
| 1      | 44  | Lewis Hamilton    | Mercedes                | 53        | 1:19:10.236    | 1                | 25   |
| 2      | 6   | Nico Rosberg      | Mercedes                | 53        | +3.175         | 2                | 18   |
| 3      | 19  | Felipe Massa      | Williams-Mercedes       | 53        | +25.026        | 4                | 15   |
| 4      | 77  | Valtteri Bottas   | Williams-Mercedes       | 53        | +40.786        | 3                | 12   |
| 5      | 3   | Daniel Ricciardo  | Red Bull Racing–Renault | 53        | +50.309        | 9                | 10   |
| 6      | 1   | Sebastian Vettel  | Red Bull Racing–Renault | 53        | +59.965        | 8                | 8    |
| 7      | 11  | Sergio Pérez      | Force India-Mercedes    | 53        | +1:02.518      | 10               | 6    |
| 8      | 22  | Jenson Button     | McLaren-Mercedes        | 53        | +1:03.063      | 6                | 4    |
| 9      | 7   | Kimi Räikkönen    | Ferrari                 | 53        | +1:03.535      | 11               | 2    |
| 10     | 20  | Kevin Magnussen   | McLaren-Mercedes        | 53        | +1:06.171      | 5                | 1    |
| 11     | 26  | Daniil Kvjat      | Toro Rosso-Renault      | 53        | +1:11.184      | 21               |      |
| 12     | 27  | Nico Hülkenberg   | Force India-Mercedes    | 53        | +1:12.606      | 13               |      |
| 13     | 25  | Jean-Éric Vergne  | Toro Rosso-Renault      | 53        | +1:13.093      | 12               |      |
| 14     | 13  | Pastor Maldonado  | Lotus-Renault           | 52        | +1 kolo        | 16               |      |
| 15     | 99  | Adrian Sutil      | Sauber-Ferrari          | 52        | +1 kolo        | 14               |      |
| 16     | 8   | Romain Grosjean   | Lotus-Renault           | 52        | +1 kolo        | 17               |      |
| 17     | 10  | Kamui Kobajaši    | Caterham-Renault        | 52        | +1 kolo        | 18               |      |
| 18     | 17  | Jules Bianchi     | Marussia-Ferrari        | 52        | +1 kolo        | 19               |      |
| 19     | 9   | Marcus Ericsson   | Caterham-Renault        | 51        | +2 kola        | PL               |      |
| 20     | 21  | Esteban Gutiérrez | Sauber-Ferrari          | 51        | +2 kola        | 15               |      |
| Ret    | 14  | Fernando Alonso   | Ferrari                 | 28        | Motor          | 7                |      |
| Ret    | 4   | Max Chilton       | Marussia-Ferrari        | 5         | Nehoda         | 20               |      |
| Zdroj: |     |                   |                         |           |                |                  |      |

Poznámky
1. ↑  Kevin Magnussen obdržel trest přičtení 5 sekund k času v cíli za vytlačení Valtteriho Bottase mimo trať.
2. ↑  Esteban Gutiérrez obdržel trest přičtení 20 sekund k času v cíli za zavinění kolize s Romainem Grosjeanem.

## Průběžné pořadí po závodě
- Tučně jsou vyznačeni jezdci a týmy se šancí získat titul v Poháru jezdců nebo konstruktérů.

Pohár jezdců
|   | Pořadí | Jezdec           | Body |
| - | ------ | ---------------- | ---- |
|   | 1      | Nico Rosberg     | 238  |
|   | 2      | Lewis Hamilton   | 216  |
|   | 3      | Daniel Ricciardo | 166  |
| 1 | 4      | Valtteri Bottas  | 122  |
| 1 | 5      | Fernando Alonso  | 121  |

Pohár konstruktérů
|   | Pořadí | Konstruktér             | Body |
| - | ------ | ----------------------- | ---- |
|   | 1      | Mercedes                | 454  |
|   | 2      | Red Bull Racing-Renault | 272  |
| 1 | 3      | Williams-Mercedes       | 177  |
| 1 | 4      | Ferrari                 | 162  |
|   | 5      | McLaren-Mercedes        | 110  |